# Cyberman
Los Cybermen (plural de Cyberman) u hombres cibernéticos son una raza ficticia de ciborgs, que son algunos de los enemigos más persistentes del Doctor en la serie de televisión de ciencia ficción  británica Doctor Who. 
Los Cybermen eran originalmente una especie completamente orgánica de humanoides creados en un universo paralelo, en un planeta gemelo de la Tierra, llamado Mondas y que comenzaron a implantarse más y más partes artificiales en el cuerpo con el objetivo de autopreservar la especie. Esto hizo que la raza se convirtiera en lógica y calculadora, mostrando emociones únicamente cuando había agresividad pura. 
Fueron ideados por el Dr. Kit Pedler (el asesor científico no oficial del programa) y  Gerry Davis en 1966, apareciendo por primera vez en el serial The Tenth Planet, el último en que actuaba William Hartnell como Primer Doctor. Desde entonces, han aparecido varias veces más. 

## Características físicas

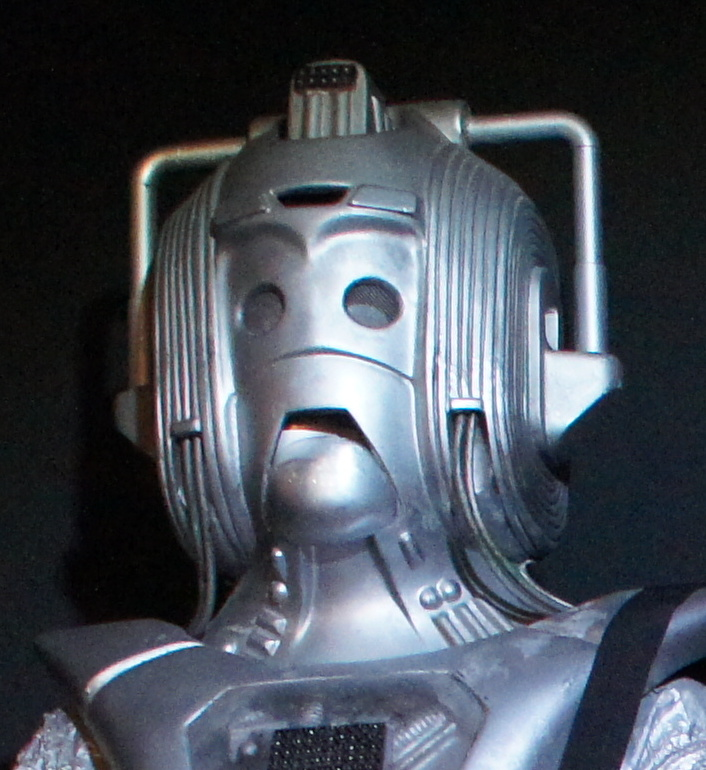
Cyberman

Mientras que otros viejos enemigos del Doctor, los Daleks, permanecieron en general sin cambios durante el transcurso de las veintiséis temporadas de la serie original, los Cybermen fueron cambiando en casi todos los encuentros. 
Los Cybermen son humanoides, pero se han "mejorado" hasta el punto en que tienen ya pocas partes orgánicas. Mantienen vivo el cerebro humano como fuente de energía y conservan su mente de la misma manera que los humanos usan su cerebro para moverse y pensar. 
En su primera aparición en la serie, las únicas partes de sus cuerpos que aún parecía humanas eran sus manos. En su siguiente aparición en The Moonbase (1967), sus cuerpos estaban enfundados por completo en sus trajes metálicos y las manos habían sido sustituidas por dos garras, pero cambiaron de nuevo a cinco dedos en The Invasion (1968). 
Dado que son relativamente escasos en número, los Cybermen tienden hacia la actividad encubierta, intrigas desde su escondite y el uso de peones humanos o robots para actuar en su lugar hasta que es necesario que aparezcan. 
También tratan de aumentar su número mediante la conversión de otros humanos a Cybermen (un proceso conocido como ciber-conversión).
Un dato interesante es que modifican el cerebro en la conversión y quitan casi todas las emociones, y solo se activan y tienen piedad cada tanto, y en el episodio "El ejército de fantasmas" pudieron multiplicarse haciéndose pasar por fantasmas y transformarse en su forma de Cybermen. 
Los hombres cibernéticos tienen una grave debilidad y esa debilidad es el elemento dorado. Debido a su naturaleza corroída el oro estrangula sus sistemas respiratorios. Durante las guerras cibernéticas los seres humanos descubrieron su aversión al oro y crearon el arma de brillo para vencerlos, un arma que disparaba polvo de oro contra sus objetivos. Para tener los recursos necesarios para vencerlos, los seres humanos cogieron el oro necesario para ello del planetoide Voga (el llamado "Planeta de oro"), donde había más oro que en el resto del conocido universo. Los hombres cibernéticos trataron de destruir el planeta, cuando se dieron cuenta de la ventaja que ahora tenían los seres humanos con ese arma, pero en le batalla de Voga fueron irremediablemente derrotados, por lo que tuvieron que esconderse. Un intento de destruir aun así el planetoide de forma escondida falló también gracias al doctor. (La venganza de los hombres cibernéticos (1975)).  
Aun así continúan siendo una amenaza para el universo. 
- Datos: Q3008212